# Whitesnake
Whitesnake és un grup anglès de música Blues rock, Hard rock i Heavy metal creat l'any 1977 pel cantant David Coverdale després de la separació del seu anterior grup, Deep Purple.

## Història
Al febrer de 1977 surt a llum David Coverdale's Whitesnake, disc en solitari on Coverdale va establir un tàndem creatiu durador amb el guitarrista Micky Moody. Després d'un segon treball a títol individual, Northwinds, David Coverdale va formar Whitesnake, com a banda estable, amb Moody, Bernie Marsden (guitarra), Neil Murray (baix), David Dowle (bateria) i Brian Johnston (més tard reemplaçat per Pete Solley, teclats). Aquell any es va veure la llum el primer disc acreditat a Whitesnake, el minielapé Snakebite. El 1978 enregistren l'àlbum Trouble amb l'ex company de Deep Purple Jon Lord com a nou teclista, i el 1979 arriba el seu primer èxit musical amb la cançó Walking In The Shadow Of The Blues del disc Love Hunter. És el 1979 amb l'entrada d'un altre ex company de Deep Purple, Ian Paice (bateria), que Whitesnake comença a tenir un èxit molt notable a Europa amb el disc Ready an' willing (1980) i temes com Fool for your loving, que va passar a ser un clàssic.
Aquell any apareix el seu primer disc en directe Live... in the heart of the city, enregistrat durant la gira de 1978 i de 1980. En aquells anys, per falta de material, els concerts de Whitesnake incloïen uns quants temes de l'època de Deep Purple.
L'any 1981 arriba el disc Come an'get it on destaca el tema Don't break my heart again. És el 1982 quan Whitesnake es converteix en tota una referència del panorama hard rock d'Europa, i el disc Saints an'Sinners els catapulta a la fama amb el tema estrella del grup Here I go again. A partir d'aquí el grup comença a patir una entrada i sortida de músics fins avui. Marxen Bernie Marsden, Ian Paice i Neil Murray, substituïts per Mel Galley (guitarra), Colin Hodgkinson (baix) i el llegendari Cozy Powell (bateria), essent aquesta formació caps de llista del festival Monsters of Rock de 1983. Durant aquesta gira enregistraren el següent disc Slide it in (1984).
David Coverdale tenia un repte que era tenir un gran èxit al mercat dels Estats Units. Amb el nou disc decideix endurir el so del grup i alhora fer-lo més comercial (a nivell d'imatge també). Jon Lord i Micky Moody deixen el grup (el primer per tornar als Deep Purple)i entra el nou guitarra John Sykes (ex Thin Lizzy). També torna el baixista Neil Murray al grup i enregistren novament el disc aconseguint un èxit força notable a USA. Venen 4 milions de còpies del nou disc. Whitesnake es presenta amb una formació de quartet (que inclou Cozy Powell a la bateria) a la primera edició del festival Rock in Rio (1985), compartint cartell amb artistes com Queen o AC/DC.
Durant aquell any i el següent comença la gravació del disc més comercial del grup, 1987. Els encarregats d'enregistrar-lo són David Coverdale (veus), John Sykes (guitarra), Aynsley Dunbar (bateria), Neil Murray (baix) i Don Airey (teclats), tot i que, una vegada més, la formació del grup acaba canviant, i per la gira i promoció del nou disc entren dos nous guitarres, Adrian Vandenber i Vivian Campbell (ex DIO), un nou bateria (Tommy Aldridge ex- Ozzy Osbourne) i el baixista Rudy Sarzo (ex- Quiet Riot). El disc ven més de 20 milions de còpies, gràcies en part a l'èxit de cançons com In the still of the night i Is this love, que els acosten a un públic inaccessible fins aleshores.
El 1989 arriba un altre disc, Slip of the tongue, i tornen a haver-hi canvis en el grup: Steve Vai (ex- Alcatrazz) arriba per substituir a Vivian Campbell. Els èxits continuen i venen més de 7 milions de còpies només als Estats Units.
A partir d'aquí David Coverdale, al·ludint a un cansament mental, dona descans al grup. L'any 1991 enregistra el tema The last note of freedom per la darrera pel·lícula de Tom Cruise Days of Thunder, i el 1993, després de llargs rumors, forma un nou grup amb l'ex guitarra de Led Zeppelin, Jimmy Page. S'anomenen Coverdale/Page. Per diferents motius però principalment perquè la discogràfica de Page volia que tornés al costat de Robert Plant (el cantant de Led Zeppelin), el grup no assoleix l'èxit esperat. David Coverdale decideix tornar a reagrupar al seu grup de sempre. Torna Whitesnake.
Aquell mateix any 1994 veu a llum el seu primer àlbum recopilatori Greatest Hits. La nova formació per la nova gira la integren Warren DeMartini (guitarra ex-Ratt), Adrian Vanderberg, Rudy Sarzo en bajo, Paul Misckovick (teclats) i Denny Carmassi (bateria ex-Coverdale/page). Ja el 1997, publiquen nou disc: Restless heart i un Starkers in Tokyo, interpretat únicament per Coverdale i Vandenberg.
L'any 2000 apareix un disc en solitari de David Coverdale anomenat Into the Light, allunyant-se de l'estil més heavy del grup.
A partir del 2003 Whitesnake es reagrupa amb una nova formació: David Coverdale, Doug Aldrich (guitarra ex- Dio), Reb Beach (guitarra ex- Winger i Dokken), Tommy Aldridge, Marco Mendoza (baix ex- Blue Murder)i Timothy Drury (teclats). Publiquen el seu primer DVD en directe anomenat Live... in the still of the night.
Durant el 2006 apareix un nou disc en directe: Live... in the shadow of the blues amb 4 cançons inèdites: All I want is you, Dog, If you want me i Ready to Rock.

## Discografia
- David Coverdale's Whitesnake (1977)
- Northwinds (1977)
- Snakebite (1978)
- Trouble (1978)
- Lovehunter (1979)
- Ready And Willing (1980)
- Live...In The Heart Of The City (1981) (En directe)
- Come an Get It (1982)
- Saints n' Sinners (1983)
- Slide It In (1984)
- Whitesnake 1987 (1987)
- Slip Of The Tongue (1989)
- Coverdale/Page (1993)
- Restless Heart (1997)
- Starkers In Tokyo (1997) (En directe)
- Into The Light (2000) (Coverdale Solo)
- Live... In the still of the night (2006) (En directe)
- Live... In the shadow of the blues (2006) (En directe)
- Good To Be Bad (2008)
- Forevermore (2011)
- The Purple Album (2015)
- Flesh & Blood (2019)

### Singles
| Any  | Cançó                                    | Posició    | Posició            | Posició    | Disc               |
| Any  | Cançó                                    | US Hot 100 | US Mainstream Rock | UK Singles | Disc               |
| 1979 | "Long Way From Home"                     | -          | -                  | #55        | Lovehunter         |
| 1980 | "Fool For Your Loving"                   | #53        | -                  | #13        | Ready An' Willing  |
| 1980 | "Ready An' Willing"                      | -          | -                  | #43        | Ready An' Willing  |
| 1980 | "Ain't No Love In The Heart Of The City" | -          | -                  | #51        | -                  |
| 1981 | "Don't Break My Heart Again"             | -          | -                  | #17        | Come An' Get It    |
| 1981 | "Would I Lie To You"                     | -          | -                  | #37        | Come An' Get It    |
| 1982 | "Here I Go Again"                        | -          | -                  | #34        | Saints & Sinners   |
| 1983 | "Guilty Of Love"                         | -          | -                  | #31        | Slide It In        |
| 1984 | "Give Me More Time"                      | -          | -                  | #29        | Slide It In        |
| 1984 | "Love Ain't No Stranger"                 | -          | #34                | #44        | Slide It In        |
| 1987 | "Here I Go Again" (remix)                | #1         | #4                 | #9         | Whitesnake         |
| 1987 | "Is This Love"                           | #2         | #13                | #9         | Whitesnake         |
| 1987 | "Still Of The Night"                     | #79        | #18                | #16        | Whitesnake         |
| 1988 | "Give Me All Your Love"                  | #48        | #22                | #18        | Whitesnake         |
| 1989 | "Fool For Your Loving"                   | #37        | #2                 | #43        | Slip Of The Tongue |
| 1989 | "Slip Of The Tongue"                     | -          | #32                | -          | Slip Of The Tongue |
| 1990 | "The Deeper The Love"                    | #28        | #4                 | #35        | Slip Of The Tongue |
| 1990 | "Now You're Gone"                        | #96        | #15                | #31        | Slip Of The Tongue |